# آرثر جيمس هربرت
آرثر جيمس هربرت (بالإنجليزية: Arthur Herbert)‏ هو دبلوماسي وسياسي بريطاني (وحمل سابقاً جنسية المملكة المتحدة لبريطانيا العظمى وأيرلندا)، ولد في 22 أغسطس 1855 في المملكة المتحدة، وتوفي في 31 أغسطس 1921 في المملكة المتحدة. انتخب ambassador of the United Kingdom to Baden ‏ (1903 – 1905) وانتخب ambassador of the United Kingdom to Hesse-Darmstadt ‏ (1903 – 1905) وانتخب سفير المملكة المتحدة لدى النرويج (1905 – 1911).